# ساو کریک (پنسیلوانیا)
ساو کریک (به انگلیسی: Saw Creek) یک منطقهٔ مسکونی در ایالات متحده آمریکا است که در پنسیلوانیا واقع شده‌است. ساو کریک ۴٬۰۱۶ نفر جمعیت دارد.